# IC 4461
IC 4461 је спирална галаксија у сазвјежђу Волар која се налази на листи објеката дубоког неба у Индекс каталогу.
Деклинација објекта је + 26° 32' 39" а ректасцензија 14h 35m 1,8s. Привидна величина (магнитуда) објекта IC 4461 износи 14,4 а фотографска магнитуда 15,2. IC 4461 је још познат и под ознакама UGC 9384, MCG 5-34-77, CGCG 163-85, ARP 95, VV 303, PGC 52119.